# Golofa henrypitieri
Golofa henrypitieri är en skalbaggsart som beskrevs av Arnaud och Joly 2006. Golofa henrypitieri ingår i släktet Golofa och familjen Dynastidae. Inga underarter finns listade i Catalogue of Life.